# Roger Dumont
Pour les articles homonymes, voir Dumont.
Roger Jean Dumont, né le 17 mai 1898 à Paris et fusillé le 13 mai 1943 au fort du Mont-Valérien, est un résistant français, Compagnon de la Libération à titre posthume par décret du 17 novembre 1945.

## Biographie
C'est une figure de la Résistance française par sa participation à l'opération Biting (« morsure »), aussi connu sous le nom de raid de Bruneval, c'est un raid britannique de la Seconde Guerre mondiale mené par la Royal Air Force, un régiment de parachutistes, la Royal Navy, et des hommes de troupes spécialement entraînés pour une action de commando. L'opération a lieu sur la falaise de La Poterie-Cap-d'Antifer, sur la côte normande, dans la nuit du 27 au 28 février 1942. Son but était de se saisir des principaux éléments d'un radar allemand, dont les spécifications et la technologie étaient alors inconnues des Alliés, tout en faisant croire à sa destruction.
Il repose au cimetière parisien d'Ivry (47e division).

## Décorations
- Chevalier de la Légion d'honneur
- Compagnon de la Libération à titre posthume par décret du 17 novembre 1945[2]
- Médaille militaire
- Croix de guerre 1914–1918 (4 citations)
- Croix de guerre 1939–1945
- Médaille de la Résistance française par décret du 31 mars 1947[3]
- Croix du combattant volontaire 1914–1918
- Croix militaire (Military Cross), Royaume-Uni

## Postérité
À l'initiative de Robert Badinter, une proposition de loi, votée le 22 octobre 1997 décide de l’édification d’un monument à la mémoire de tous les résistants et otages fusillés au fort du Mont-Valérien entre 1940 et 1944. Un monument, réalisé par le sculpteur et plasticien Pascal Convert, à la mémoire de ces 1 006 fusillés est inauguré le 20 septembre 2003.

### Sources
- Alain Millet et Nicolas Bucourt, Raid de Bruneval et de la Poterie-cap d'Antifer, 27-28 février 1942 : mystères et vérite, Bayeux, Heimdal, 2012, 351 p. (ISBN 978-2-84048-315-1).